# Thema (Omaggio a Joyce)
Thema (Omaggio a Joyce) es una composición electroacústica de Luciano Berio, para voz y cinta. Compuesto entre 1958 y 1959, se basa en la lectura interpretativa del poema "Sirenas" del capítulo 11 de la novela Ulises de James Joyce, realizada por Cathy Berberian y en la edición de su voz grabada por medios tecnológicos.

## Historia y contexto de la composición
Según la pieza definitiva publicada en 1995 (CD BMG 09026-68302-2), el texto y la interpretación del mismo por parte de Berberian se puede escuchar en la primera parte (1 minuto y 56 segundos), mientras que la ediciónelectroacústica del mismo puede ser escuchado en la segunda parte (6 minutos y 13 segundos); la duración total de la composición definitiva es de 8 minutos y 9 segundos.
La pieza fue compuesta originalmente para ser parte de un programa de radio que planeaban Luciano Berio y Umberto Eco titulado Omaggio a Joyce. Documenti sulla qualità onomatopeica del linguaggio poetico. Éste nunca se transmitió. Posteriormente, la pieza, concebida para cuatro canales, fue grabada en estéreo en dos versiones, la primera titulada Thema (Omaggio a Joyce) (LP Turnabout TV 34177), 1958; el segundo titulado Omaggio a Joyce (LP Limelight LS 86047), 1959. En 1995 se restauró digitalmente en estéreo (CD BMG 09026-68302-2) y esta es la versión que Berio declaró como definitiva (8 minutos y 9 segundos).

## Forma musical
La obra retoma los estudios lingüísticos que el compositor había realizado durante algunos años en colaboración con Eco, durante las primeras etapas del <i>Studio di fonologia de Milán</i>. Estos estudios se centraron, por un lado, en las relaciones sonoras entre muchas lenguas europeas diferentes; por otro lado, sobre el vocalismo puro desde varios puntos de vista: lingüístico, fonético, antropológico y musical. En particular, la construcción de una nueva forma musical basada en la oscilación entre la música, la literatura y los lenguajes multimedia puede verse como el resultado de los estudios interdisciplinares llevados a cabo en el Studio di Fonologia.
Luciano Berio pretendía la síntesis de diferentes campos para así romper las fronteras de las especializaciones artísticas y científicas, y las diferencias que existen entre música, poesía y tecnología. Entonces, en primer lugar, el rasgo principal de la composición es la oscilación entre el olvido y la construcción que recuerda directamente a la forma de escritura poética. El trabajo se basa también en la idea del montaje electroacústico de sonidos.
Esta es la primera vez en la historia de la música que un texto inteligible grabado fue literalmente "roto [n] en pedazos". En particular, el compositor había clasificado las palabras grabadas incluidas en "Sirenas" según sus colores de resonancia, en relación con el punto de resonancia del aparato vocal. Los colores tonales se eligieron teniendo en cuenta los sonidos fonéticos y luego se elaboró y mezcló su naturaleza sonora utilizando la tecnología analógica del Studio di Fonologia. Esta instalación albergaba varios osciladores. El largo proceso de edición se realizó manualmente.
Según Daniele (2010), la categoría compositiva del arte musical contemporáneo, utilizando la palabra y la voz como fuente primaria, jugando con la tensión entre características semánticas y musicales, a través de la tecnología, se ha constituido a partir de este momento.
La musicalidad intrínseca del lenguaje y la búsqueda de infinitas posibilidades de combinar fonemas fueron también muy importantes en este trabajo. La tensión/relación entre la construcción de las palabras y una nueva elaboración de las mismas y el significado de los sonidos, que es un elemento peculiar de los escritos de Joyce, se transpone de la forma escrita silenciosa a una nueva forma musical, electroacústica. De esta manera, Berio fragmenta el texto de Joyce leído por Berberian para recomponerlo en una nueva forma tecnológicamente elaborada. Las elaboraciones electroacústicas y el montaje se realizan tanto en las palabras y textos como en los sonidos y ruidos producidos por la voz. En particular, como dijo Berio, la transformación del objeto sonoro debe tener en cuenta los atributos casi musicales contenidos en el propio objeto sonoro. A los grados de transformación del objeto sonoro corresponde entonces un grado diferente de significación en relación con el estado aproximado original del objeto mismo.
La composición presenta una estructura muy peculiar alejada de toda teoría musical conocida, para crear una ópera poético-musical hecha no a través de temas sino con las formas del lenguaje mismo. En esta oscilación y en la deconstrucción del significado de las palabras, en la búsqueda del timbre puro y las resonancias, "el sonido se convierte en significado" y la voz se convierte en el símbolo del propio cuerpo humano y su signo expresivo, como el "símbolo del lenguaje" o el principio de los "lenguajes de las cosas", según la conocida teoría de Walter Benjamin.